# Maddalena (película de 1971)
Maddalena es una película de 1971, en coproducción de Italia y Yugoslavia, de los géneros drama, romántico, erótico, dirigida por Jerzy Kawalerowicz, protagonizada por Lisa Gastoni (36 años); está filmada en technicolor. 
Este largometraje (105 minutos) es recordado por presentar, por primera vez, la obra musical Chi Mai de Ennio Morricone.
La banda sonora fue compuesta por Ennio Morricone.

## Sinopsis
Una mujer morena llamada Maddalena (Lisa Gastoni) quiere satisfacer sus deseos sexuales y terminará haciendo dudar de su fe a un párroco joven y apuesto. Por otro lado, una mujer rubia, también llamada Maddalena (Lisa Gastoni), se reúne con su marido (de quien busca únicamente la protección económica) y se aprovecha de que él está enamorado hasta tal punto que no le importa concederle el divorcio que pide, con la condición de que siga siendo su amante en lugar de su esposa, y continúe acostándose con él.

## Reparto
- Lisa Gastoni: Maddalena
- Eric Woofe: sacerdote católico
- Ivo Garrani:

- Paolo Gozlino:

- Barbara Pilavin:

- Ezio Marano:

- Lucia Alberti:

- Pietro Fumelli:

- Ermelinda De Felice:

## Banda sonora
La banda sonora fue compuesta por Ennio Morricone. En esta película se estrenan dos canciones muy conocidas Chi Mai y Come Maddalena.
Ambas canciones fueron regrabadas y publicadas en el single "Disco 78", en 1977. 
Chi Mai fue usada, posteriormente, en el filme El profesional, en 1981; también en la serie de TV The Life and Times of David Lloyd George, en 1981.